# Xysticus bengdakus
Xysticus bengdakus là một loài nhện trong họ Thomisidae.
Loài này thuộc chi Xysticus. Xysticus bengdakus được Subhendu Sekhar Saha & Dinendra Raychaudhuri miêu tả năm 2007.